# Jerzy Bryła
Jerzy Franciszek Bryła (ur. 24 maja 1928 w Nowym Brzesku, zm. 19 października 2024 w Krakowie) – polski ksiądz katolicki, protonotariusz apostolski, pracujący wśród osób z dysfunkcją słuchu, biegle posługiwał się polskim językiem migowym.

## Życiorys
Urodził się w rodzinie Franciszka i Alicji z domu Holaczewskiej, którzy w latach 1918–1939 byli nauczycielami w szkole podstawowej w Nowym Brzesku (w 2007 zostali patronami Nowobrzeskiego Miejsko-Gminnego Centrum Kultury i Promocji). Z Nowego Brzeska rodzina przeprowadziła się do Stręgoborzyc, gdzie w 1941 r. Jerzy Bryła ukończył szkołę podstawową. Później uczył się w IV Gimnazjum im. Henryka Sienkiewicza przy ul. Krupniczej 2 w Krakowie. W 1947 zdał maturę i wstąpił do krakowskiego Seminarium Duchownego. Studiował teologię na Wydziale Teologicznym Uniwersytetu Jagiellońskiego. 29 czerwca 1952 przyjął święcenia kapłańskie z rąk arcybiskupa lwowskiego Eugeniusza Baziaka w katedrze wawelskiej.
W latach 1952–1957 był wikariuszem w Parafii św. Wawrzyńca Diakona Męczennika i św. Kazimierza Królewicza w Rajczy, a następnie przez rok w Parafii Opatrzności Bożej w Bielsku-Białej i katechetą w tamtejszym Liceum im. Adama Asnyka. W latach 1958–1969 był wikariuszem parafii św. Floriana w Krakowie, gdzie po ks. Karolu Wojtyle przejął duszpasterstwo akademickie.
Od 1955 r. prowadził działalność duszpasterską dla osób głuchoniemych. W 1960 ukończył pedagogikę specjalną w Państwowym Instytucie Pedagogiki Specjalnej w Warszawie i w Seminarium Duchownym w Krakowie rozpoczął wykłady przygotowujące kleryków do pracy z osobami głuchoniemymi, a w 1962 został mianowany Archidiecezjalnym Duszpasterzem Głuchych. Od 1968 był też duszpasterzem środowisk twórczych w Krakowie.
W 1969 r. z polecenia kardynała Karola Wojtyły zorganizował pierwsze w Polsce Studium Katechetyczne, został też członkiem Archidiecezjalnej Komisji Liturgicznej, a w 1971 powołano go do Rady Wydziału Duszpasterstwa Kurii Metropolitalnej w Krakowie. W październiku 1974 r. został wybrany do Zarządu Międzynarodowego Koła Ekumenicznego dla Duszpasterzy Głuchoniemych, a kardynał Stefan Wyszyński mianował go stałym przedstawicielem duszpasterzy głuchych w Międzynarodowym Kole Ekumenicznym dla Duszpasterstwa Głuchych. Od 1975 pracował w Komisji Episkopatu Polski do spraw Katechizacji.
W latach 1975–2005 był proboszczem Prepozytury Najświętszego Salwatora na Zwierzyńcu i dziekanem Dekanatu Kraków-Salwator. Doprowadził do odnowienia zabytkowych kościołów św. Augustyna i św. Jana Chrzciciela oraz Najświętszego Salwatora, kaplicy św. Małgorzaty i św. Judyty, a także zabytkowej, drewnianej chaty grabarza. W wyniku jego starań w 1999 powiększona została powierzchnia cmentarza Salwatorskiego oraz wybudowano nową kaplicę cmentarną – kaplicę Wszystkich Świętych według projektu Witolda Cęckiewicza.
W 1977 został mianowany kuratorem klasztoru sióstr wizytek w Krakowie. Od 1980 do 2019 był kapelanem Bractwa Kurkowego w Krakowie. Od 1985 roku był sekretarzem Rady Kapłańskiej Archidiecezji Krakowskiej i członkiem Kolegium Konsultorów Archidiecezji Krakowskiej. W 1979 został honorowym kapelanem Ojca Świętego, w 1991 honorowym prałatem, a w 1997 protonotariuszem apostolskim.
W latach 1995–1996 wygłosił w Radiu Maryja cykl prelekcji poświęconych problemom ludzi niesłyszących, a w 1998 opublikował książkę Głusi słyszą, przedstawiającą doświadczenia w pracy z głuchoniemymi. Sporo uwagi poświęcił także zagadnieniom teoretycznym, dydaktycznym i sposobom nauczania osób głuchych.
Dzięki jego staraniom od 1980 organizowane jest Krakowskie Triennale Rzeźby Religijnej.
Pełnił posługę jako duszpasterz środowisk artystycznych archidiecezji krakowskiej.
Zmarł w Krakowie, 19 października 2024 r., w wieku 96 lat.

## Publikacje
- Eschatologiczne myśli z Pisma Świętego i Brewiarza, Kraków: Wyd. Św[iętego] Stanisława BM [Biskupa Męczennika] Archidiecezji Krakowskiej, 1999. ISBN 83-87960-26-8.
- Głusi słyszą, Kraków: Wyd. Św[iętego] Stanisława BM [Biskupa Męczennika] Archidiecezji Krakowskiej, 1998. ISBN 83-85903-64-X.
- Wczoraj i dziś. Z ks. infułatem Jerzym Bryłą rozmawia Janusz M. Paluch, Wydawnictwo PETRUS, Kraków 2013. ISBN 978-83-7720-194-7.

## Odznaczenia i wyróżnienia
W 2017 r. uhonorowany został Złotym Medalem Zasłużony Kulturze Gloria Artis.
Postanowieniem z 12 grudnia 2012 za wybitne zasługi w pracy duszpasterskiej na rzecz osób głuchoniemych i środowisk twórczych, za propagowanie idei ekumenizmu i pojednania został odznaczony Krzyżem Oficerskim Orderu Odrodzenia Polski przez prezydenta Bronisława Komorowskiego; uroczystość wręczenia odbyła się 24 marca 2013 r. w Teatrze im Juliusza Słowackiego w Krakowie podczas koncertu dedykowanemu księdzu Bryle.
W 2001 r. w uznaniu szczególnych zasług dla Stołecznego Królewskiego Miasta Krakowa Rada Miasta Krakowa przyznała mu Brązowy Medal Cracoviae Merenti numer 5. Wiosną 2005 r. został wyróżniony Medalem Świętego Brata Alberta, a 23 września 2005 medalem im. św. Norberta „Przyjaciel Ziemi Nowobrzeskiej” przyznawanym przez władze samorządowe Gminy Nowe Brzesko.
W 1992 został odznaczony Złotą Odznaką Honorową Polskiego Związku Głuchych, a w 2002 uhonorowany przez władze samorządowe Nowego Brzeska tytułem „Zasłużony dla Ziemi Nowobrzeskiej”. W 1980 otrzymał nagrodę Srebrnego Kura Bractwa Kurkowego w Krakowie, w 1985 roku Złotą Honorową Odznakę Bractwa Kurkowego, zaś w 1995 r. honorowe członkostwo Bractwa Kurkowego, a w 2000 roku Krzyż Komandorski Zjednoczonych Bractw Kurkowych w Polsce i pierścień królewski Bractwa. W 2002 roku Zarząd Zjednoczonych Bractw Strzeleckich Europy przyznał mu najwyższe wyróżnienie – Krzyż św. Sebastiana.
W 2021 r. uhonorowany został Medalem Stulecia Odzyskanej Niepodległości.